# Ketony

Obecný vzorec ketonu.

Ketony jsou organické sloučeniny obsahující uvnitř uhlovodíkového řetězce karbonylovou skupinu (C=O), která se v tomto případě označuje také jako oxoskupina. Ketony se řadí mezi karbonylové sloučeniny spolu s aldehydy, které obsahují karbonylovou skupinu na konci řetězce.
Ketonová skupina [C-C(O)-C] obsahuje nejméně tři atomy uhlíku. Nejjednodušší keton je aceton. Jednoduchý aromatický keton je benzofenon (difenylketon). Smíšený keton je acetofenon (methylfenylketon). Některé ketony fyziologicky vznikají jako metabolický produkt v játrech.

## Názvosloví
Funkční skupinové názvosloví se tvoří alkylem a koncovkou -on. Například keton získaný z propanu se nazývá propanon (CH3–CO–CH3, triviální název aceton), CH3–CH2–CH2–CO–CH3 se nazývá pentan-2-on (dříve 2-pentanon).
Velmi často však ketony mají názvy, které se skládají z názvu alkylových radikálů následovaných koncovou -keton. Například butanon se také nazývá methylethylketon. Pokud je jeden substituent fenylová skupina, je použita koncovka -fenon, jako například acetofenon.
Je-li přítomno více ketoskupin, použije se označení dion (2 skupiny), trion (3 skupiny) atd. Pokud karbonylová skupina nemá nejvyšší prioritu, používá se předpona oxo-. Například CH3–CO–CH2–CHO se nazývá 3-oxobutanal.

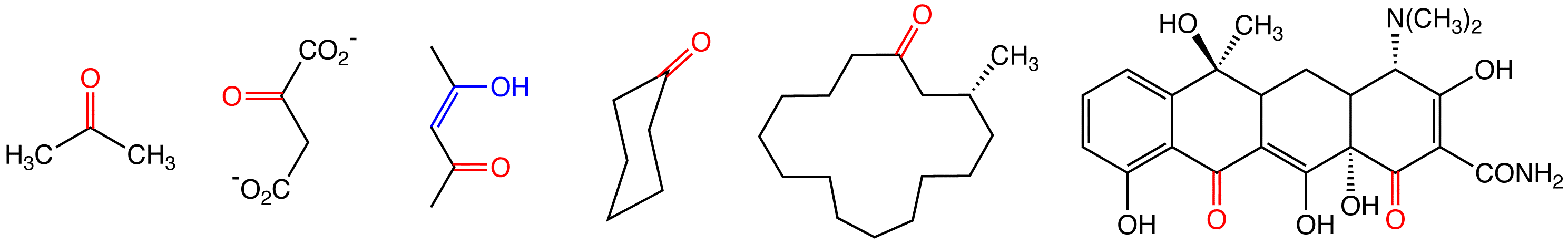
Příklady názvosloví a vzorců ketonů: aceton, oxaloacetát, acetylaceton, cyklohexanon, muskon, tetracyklin.

## Analýza

### Spektroskopie
K určení přítomnosti aldehydů nebo ketonů se používá spektroskopie. Využívá toho, že ketony a aldehydy mají v infračervených spektrech intenzivní absorpční pás C=O valence v oblasti 1690 až 1750 cm−1. Přesná poloha závisí na substituentech. Ve spektrech 13C NMR se signál karbonylové skupiny nachází v oblasti okolo 200 ppm. Spektroskopie 1H NMR není pro identifikaci ketonů příliš užitečná. Intenzita signálu je často nízká, což je způsobeno nukleárním Overhauserovým efektem.

### Kvalitativní analýza
K určení množství aldehydů nebo ketonů ve vzorku se používá kvalitativní analýza. Ketony se od aldehydů odlišují Fehlingovým činidlem (CuSO4 v prostředí vínanu sodno-draselného a NaOH) nebo Tollensovým činidlem (AgNO3 v prostředí amoniaku). Dále se dají odlišit pomocí reakce s dimedonem (5,5-dihydrodimethylresorcinem), při které ketony nereagují.

## Vlastnosti ketonů
Ketony s nízkou molekulovou hmotností jsou bezbarvé kapaliny. Jsou rozpustné ve vodě kvůli polaritě karbonylové skupiny. Ketony s nízkou molekulovou hmotností se vyznačují většinou příjemnou ovocnou vůní. Ketony s vyšší molekulovou hmotností jsou pevné látky. Ketony na rozdíl od aldehydů nejsou náchylné k polymerizaci.

## Příklady ketonů
- aceton (též propanon či dimethylketon)
- butanon
- cyklohexanon
- malinový keton (též rheosmin, je chemická sloučenina ze skupiny látek ketonů)
- mykosporin

## Použití ketonů
- aceton, těkavá a hořlavá kapalina se používaná jako ředidlo, rozpouštědlo, detergent
- cyklohexanon, využívá se pro výrobu perlonu
- malinový keton, způsobuje vůni malin a využívá se jako aromatická látka